# Zina Aita
Zina Aita (Belo Horizonte, 1900 — Nápoles, 1967) foi uma pintora desenhista e ceramista brasileira.

## Biografia
Nasce em Belo Horizonte, filha de empresários italianos imigrados. Entre 1914 e 1918, transfere-se com a família para a Itália, onde passa a frequentar a Accademia di Belle Arti di Firenze e estuda com Galileo Chini, grande artista na área da pintura e da cerâmica, e muito ligado às artes decorativas, aspecto que Zina também teria adquirido. Walter Zanini identifica nesse período uma ligação com o Art Nouveau e com o Retorno à Ordem, afirmando que Zina teria “um lado decorativista, que não se ligava aos –ismos, mas ao seu impulso. Participa de mostras individuais tanto no Brasil como no exterior, da Semana de Arte Moderna de 22 e, por fim, muda-se definitivamente para a Itália, onde vive até o fim da vida, dedicando-se às artes industriais, notadamente a cerâmica, influenciada pelo seu mestre, Galileo Chini.

## Galileo Chini
A historiografia trata sempre a produção de Zina como produto de sua ligação com Galileo Chini, que tinha uma “estilização formal rigorosa” e era representante do grupo “Style 1925”, que leva esse nome por ser ícone da exposição de artes industriais em Paris, no ano de 1925.
Chini teve uma carreira de muito sucesso, fundando ainda no século XIX a fábrica “Arte della Ceramica”, o que já explicita o caráter de arte que ele procurava ligar a esse tipo de produção; participa ainda da Exposição Universal de Paris de 1900, além de Bienais de Veneza, onde é premiado. Na Accademia di Belle Arti di Firenze, permanece como professor de 1914 a 1930. Além disso, publica com outros artistas o manifesto “Rinnovando Rinnovandoci”, em que pregam o fim da Academia, ou seja, há um contrassenso no sentido de que ele era parte muito influente do sistema acadêmico para depois quer o seu fim. Porém, isto pode ser visto como uma evolução natural no início do século XX, já que as vanguardas nascem necessariamente como contraponto no combate ao sistema de artes institucionalizado então. No lugar da Academia, auspicia a fundação de Scuole Artistiche Industriale, exemplificando através dessas instituições a mudança operada por Zina, que se aproxima cada vez mais das artes decotativo-industriais. O mestre, depois de 1925, passa a se dedicar à pintura, e não à cerâmica, notadamente cenários e pintura mural.

## A volta ao Brasil
Quando volta ao Brasil, Zina trava contato com Manuel Bandeira e Ronald de Carvalho e, posteriormente, Anita Malfatti e os outros nomes importantes do Modernismo. Nesse contexto que os ares modernistas propiciavam na capital paulista, Zina passa a contribuir com ilustrações para a revista-símbolo do Modernismo paulista, a Klaxon, época em que também estaria próxima ao Art Nouveau e do pós-impressionismo, enquanto que suas aquarelas a aproximariam de Degas; Aracy Amaral classifica Zina e Rego Monteiro como neoimpressionistas.
Tendo obtido um pouco de visibilidade no Brasil, consegue expor uma mostra sua individual em Belo Horizonte no início de 1920. A artista mineira participa ainda da Semana de 22, exibindo oito telas e várias impressões. As telas exemplificariam a tendência decorativa da pintora e preferência pela figura humana, além de uma forte ligação com o Impressionismo. Quando se considera a Semana, vê-se Yan de Almeida Prado como uma espécie de mentor, alegando que ela tinha sido, nas artes plásticas, a que mais teria agradado ao público.

## Período Italiano
Nos anos subsequentes, em 1924, se transfere definitivamente para a Itália, onde vive até a morte. Passa os anos entre 1924 e 1930 estudando entre as cidades de Roma, Florença, Milão e Veneza.
Em Nápoles, passa a dirigir uma fábrica de cerâmica, a Freda, tradicional no ramo desde 1900, largando a pintura pelas artes industriais, dedicando-se a elas dali em diante, sendo por isso internacionalmente conhecida e obtendo diversos prêmios, além de ter obras suas adquiridas para o Museu Internacional da cerâmica. A manufatura que dirigia trabalhava muito a técnica da Faiança. Quando da morte do fundador, os herdeiros passam a modernizar a fábrica, e quando Zina nela chega, nos anos 30, ela está operando com cerca de 80 funcionários.
Hoje, percebe-se que, excetuando-se Aracy Amaral, a historiografia muito pouco se preocupou com a artista, sendo que as obras que sobreviveram ao tempo, no Brasil, são pouquíssimas e as informações sobre a vida pessoal de Zina, inexistentes, fato talvez explicado pela deserção da artista em 1924. As poucas obras que restaram estariam ligadas à USP, no IEB e no MAC.
Volta ao Brasil na década de 50, quando produz uma série de aquarelas, retratado a fauna e flora tropicais, notadamente pássaros. E falece em 1967 na cidade italiana de Nápoles.

## Modernismo em BH
Quando da mostra inicial de Zina, em janeiro 1920, os ares modernistas ainda não tinham chegado à cidade mineira, que era ainda extremamente provinciana, com pouco mais de 50000 habitantes (a São Paulo de 1922 também o era). Havia, então, um esforço por parte das classes dirigentes para modernizar a cidade, como ocorria com as oligarquias frutos do café paulista em São Paulo. Assim, observa-se que a Mostra que deveria ser uma ruptura forte e sem volta com o passado, ocorreu nas Salas do Conselho Deliberativo da cidade, explicitando a questão da ligação entre a arte e os postos mais altos da hierarquia política e social, exatamente como ocorre com os paulistas que financiaram a semana de 22.
A crítica, feita através da imprensa, também aproxima muito Zina da realidade paulistana quando se pensa na crítica de Monteiro Lobato a Anita Malfatti. Assim, quando Aita faz sua mostra individual, se leu que na imprensa que a artista “usava cores bizarras” para “ferir a vista do público”.
Por causa dessas ligações prováveis, a pesquisadora Ivone Vieira Silva sustenta que Aita foi para Belo Horizonte o que Anita foi para São Paulo. Desse modo, o valor de Zina seria mais histórico que propriamente estético, mesmo que a mostra de 1920 não tenha sido catalisadora de outras na capital mineira, sendo evento esparso. Cristina Ávila salienta que a primeira exposição moderna em Minas Gerais “é considerada bizarra pela crítica; obtém, no entanto, comentários positivos no jornal Diário de Minas, em matéria assinada por FLY, pseudônimo de Aínbal Mattos”, fundador da Sociedade Mineira de Bellas Artes, financiadora da Mostra, que não teria tido auxílio do governo, mesmo apesar de ter sido o então presidente da província, Crispim Jacque B. Forte, a convidar Aníbal Mattos para fundar instituições de “Bellas Artes” dotadas de certa função política. Assim, se Zina representava um ideal de vanguarda, Aníbal representava uma elite política tradicional, sendo a artista uma fuga ao sistema de institucionalização da arte, e sendo financiada por uma instituição tradicional.
Assim, observa-se um contrassenso, uma vez que, se o Modernismo era uma busca de libertação dos grilhões da Academia, uma sociedade de “bellas artes” ser sua financiadora só pode significar que o que está em jogo é algo que supera a esfera estética, sendo marcadamente política. Outro exemplo de sua aproximação com a situação paulistana é Zina ter afirmado em entrevista a Mattos que os artistas de Belo Horizonte daquele momento eram “bandeirantes da nova cruzada de ideal”, ligando-se claramente à retórica paulistana, que elegera o Bandeirante como o marco histórico da importância de SP.
Aníbal Mattos, além de participar da concepção da mostra, também se utiliza de seu papel de jornalista para apresentar a mostra e fazer-lhe uma crítica positiva, uma vez que a cidade não teria cultura estética. Além disso, Mattos diz que a artista seria devidamente apreciada no futuro, como que corroborando a ideia de incompatibilidade entre a estética modernista e o gosto do público belorizontino. O jornalista também entrevista Zina Aita, que obviamente ficara condicionada em algum grau a responder de determinados modos a seu mecenas.
Assim, demoraria ao modernismo ser assimilado. Pedro Nava diz a exposição de 20 ter sido “pessimamente recebida pelos comentários da imprensa local”, sendo que teria a Semana de Arte Moderna de 22 repercutido na capital mineira mais fortemente em outras artes que não as plásticas, que se estagnaram. Assim, hoje, fala-se que Belo Horizonte teve a sua “Semana de 24”, após a passagem da caravana modernista que percorreu cidades históricas de Minas Gerais, buscando na Arte Colonial o germe da arte verdadeiramente brasileira.
Após a primeira mostra moderna do Estado, houve em 1936 outra exposição, o Salão Bar Brasil, seguida pela Exposição Moderna de 1944, da qual Anita também participa. Esta última foi inaugurada por Juscelino, num processo de modernização da cidade.